# 若尾文子
若尾 文子（わかお あやこ、本名：黒川 文子、1933年〈昭和8年〉11月8日 - ）は、日本の女優。夫は建築家の黒川紀章。

## 来歴・人物
東京府東京市荒川区（現：東京都荒川区）に5人兄姉の末っ子に生れ育つ。第二次大戦中は父親の仕事の関係で宮城県仙台市に疎開していた。宮城県第二女子高等学校（現・宮城県仙台二華高等学校）中退。文子は1951年に大映の第5期ニューフェイスとして映画界入り。
1952年、急病で倒れた久我美子の代役として、小石栄一監督の『死の街を脱れて』で銀幕デビュー。翌1953年に映画『十代の性典』がヒット作となるも、婦人団体から怒りを買うような思春期映画であり、マスコミから性典女優と酷評されるも知名度は急上昇した。それ以降も出演作を重ね人気女優としての地位を築く。同年の映画『祇園囃子』（1953年）では溝口健二監督に起用され、女優としての実力を発揮し、性典女優の蔑称（汚名）を返上し、熱演が高く評価された。以降、可憐でありながら強烈な情念と内に秘めた激しい気性を表現する演技から、日本映画を代表する正統派美人女優の一人となり、京マチ子、山本富士子と並ぶ大映の看板女優と謳われ、260本以上の映画に主演した。和服姿の艶やかな美貌から、未だに国内での人気が高い。
増村保造とは、監督第2作目の映画『青空娘』以降、『清作の妻』『妻は告白する』『赤い天使』『「女の小箱」より 夫が見た』『刺青』『卍』『妻二人』『千羽鶴』など、20作にわたってコンビを組み、多くの名作映画を残した。川島雄三により、本格派女優に鍛え上げられた。1960年代半ばに各映画賞を総なめにするなど、戦後日本映画を代表する女優となる。
1971年の大映倒産以降は映画を離れ、『新・平家物語』など、テレビドラマで活躍。また、『雪国』（川端康成原作）で舞台にも進出。1988年の『武田信玄』では信玄の母親役とナレーションをこなし、「今宵はここまでに致しとうござりまする」が流行語大賞を受賞するなどして再び注目される。
1963年にデザイナー西館宏幸と結婚したが1969年に離婚した。1976年にテレビ番組『すばらしき仲間』で黒川紀章と対談。そのとき黒川は若尾に「君はバロックのような人だ」とその美貌をバロック美術に例えた。これがきっかけで交際するが黒川は既婚者で、娘が20歳になるまで黒川の妻が離婚に応じなかったため結婚まで7年がかかり、1983年に黒川と再婚した。以降、テレビドラマの出演はやや抑え気味になり、2007年現在は舞台を中心に活躍している。
2000年に発表された『キネマ旬報』の「20世紀の映画スター・女優編」で日本女優の8位になった。2014年発表の『オールタイム・ベスト 日本映画男優・女優』では日本女優2位となっている。
2005年には行定勲監督たっての希望により、『春の雪』で久々の映画出演を果たした。
2007年の第21回参議院議員通常選挙に、夫の黒川が党首である共生新党公認で比例区から出馬したが、落選した。

## ギャラリー

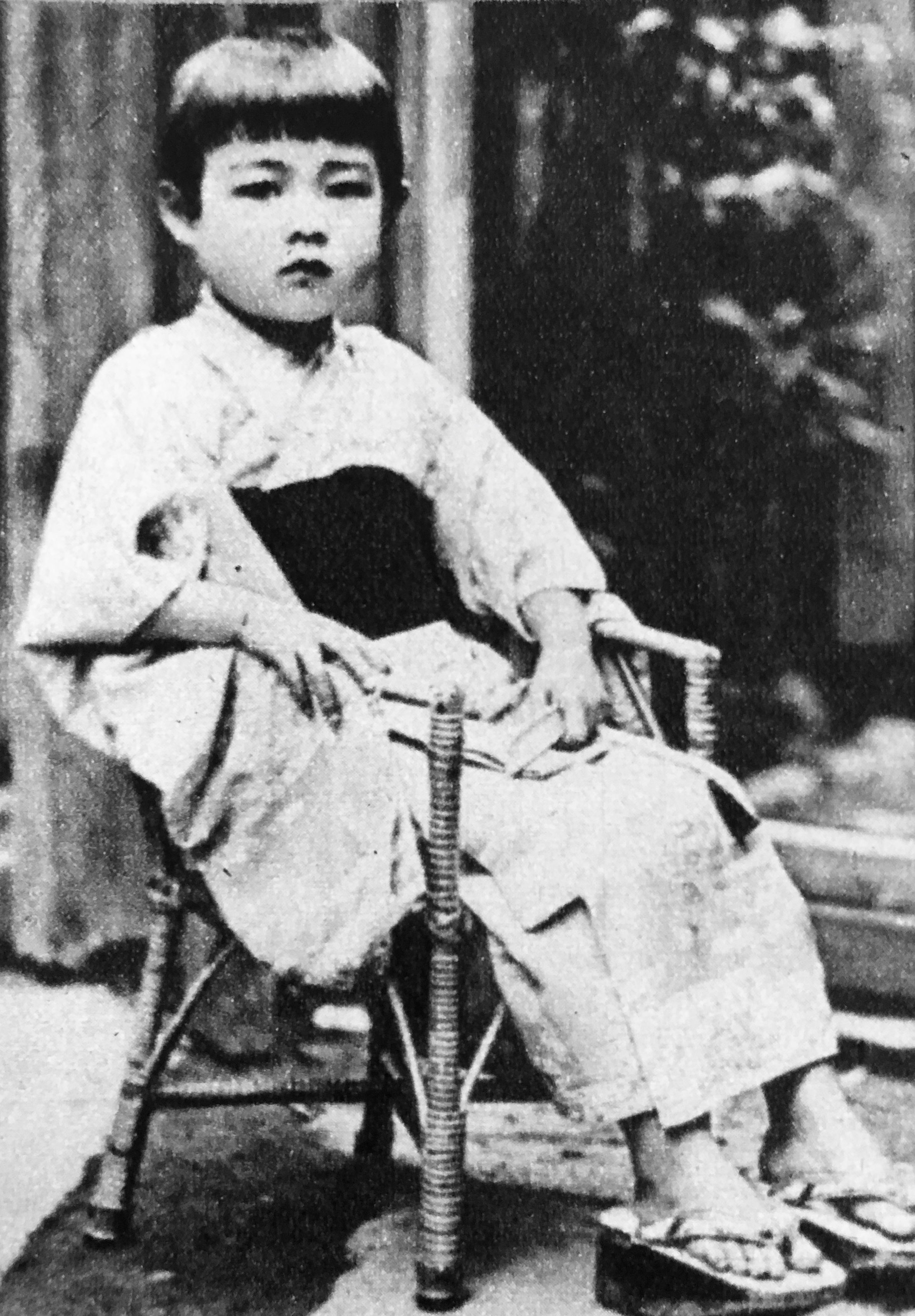
5歳のとき
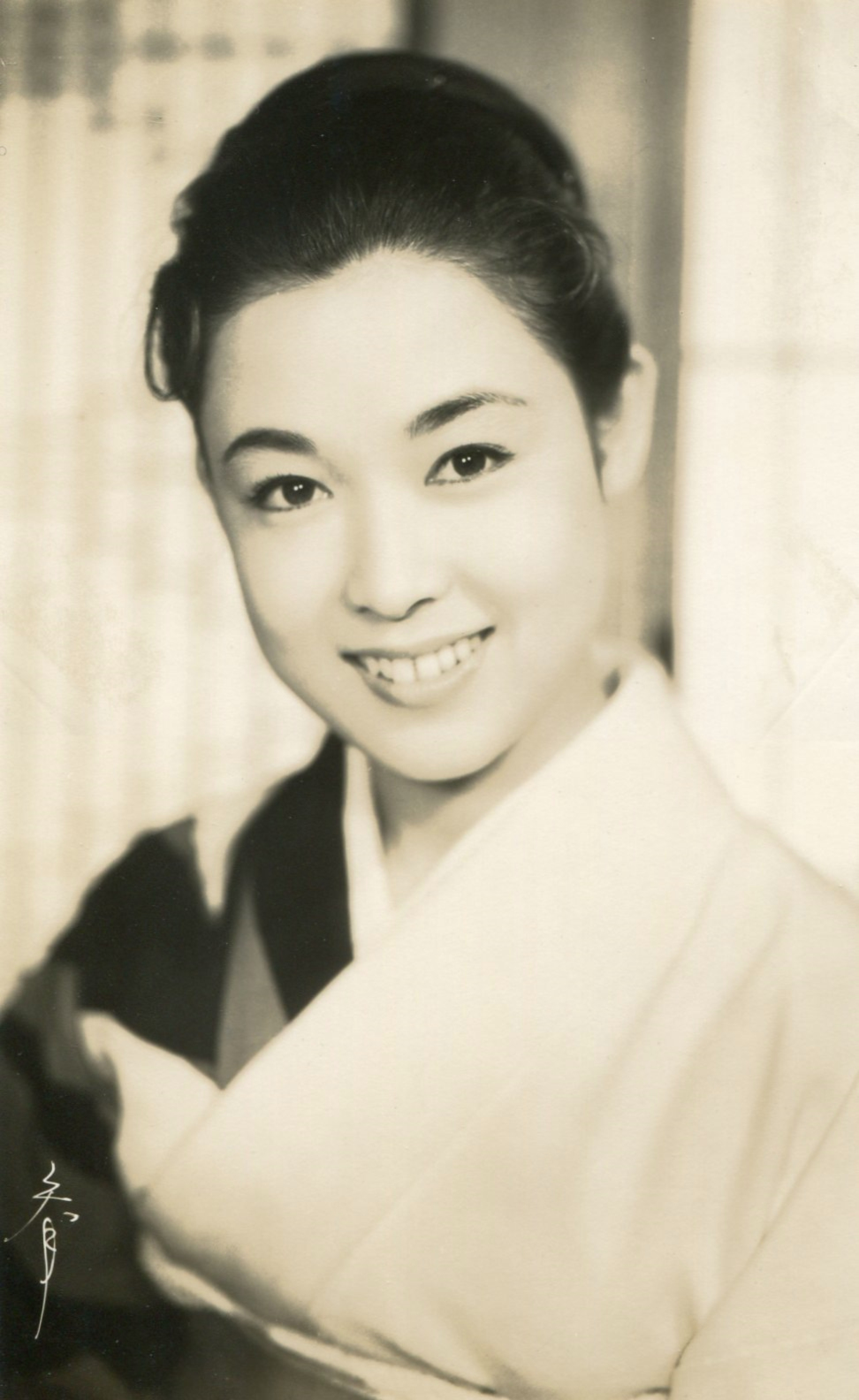
1950年代
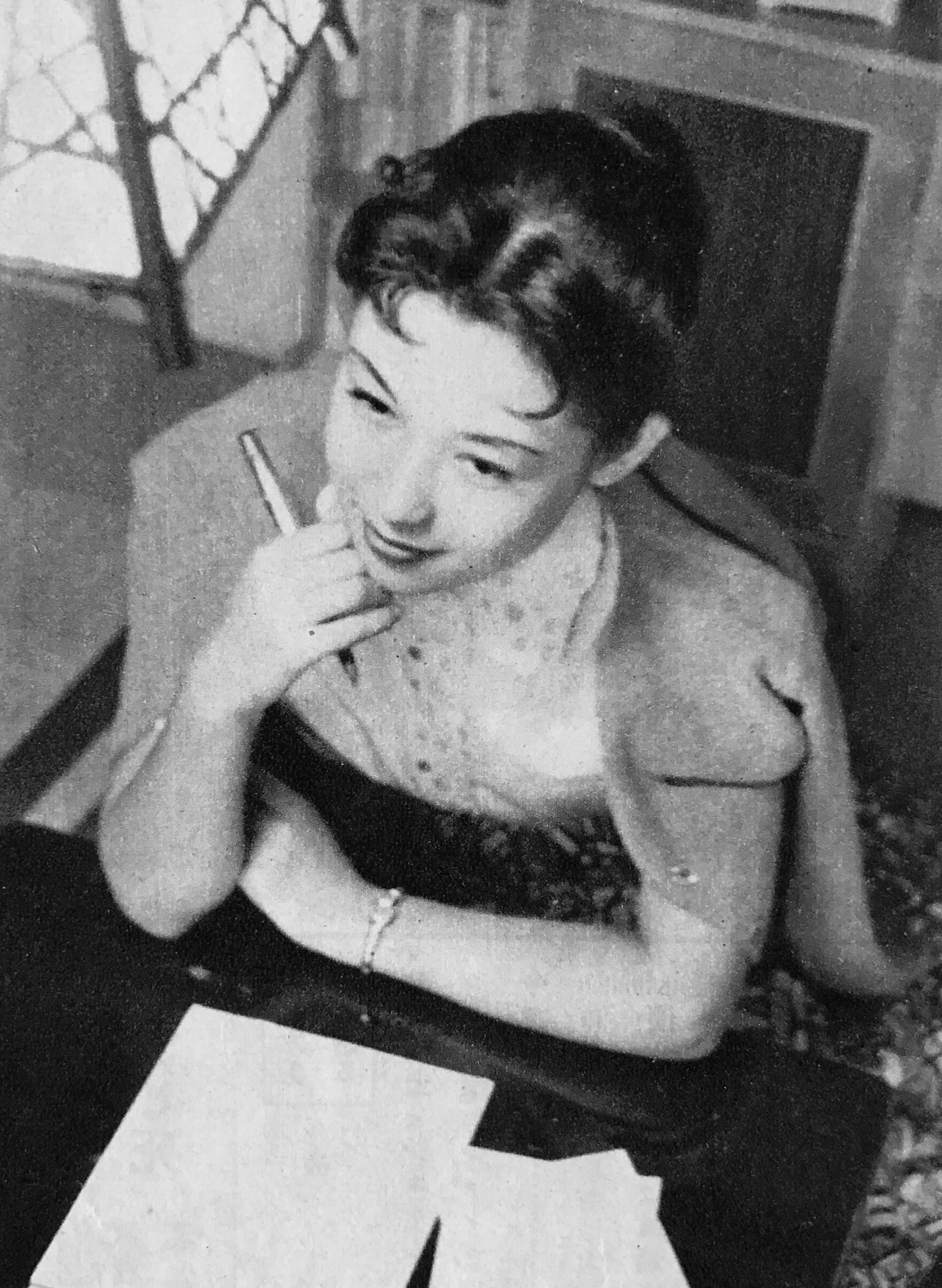
1954年
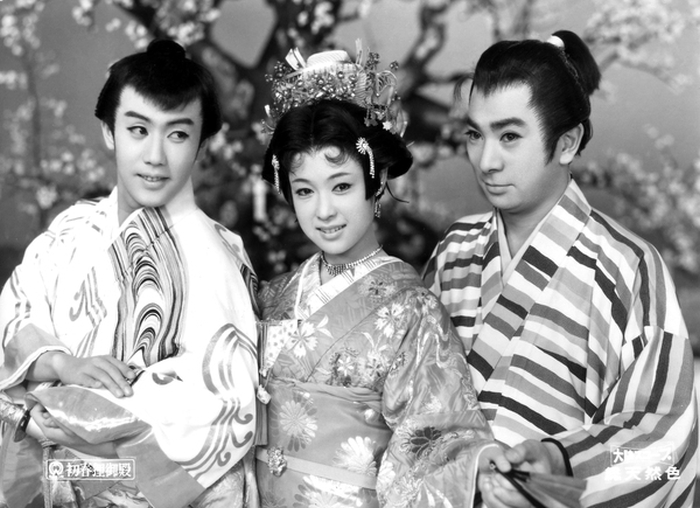
『初春狸御殿』（1959年）
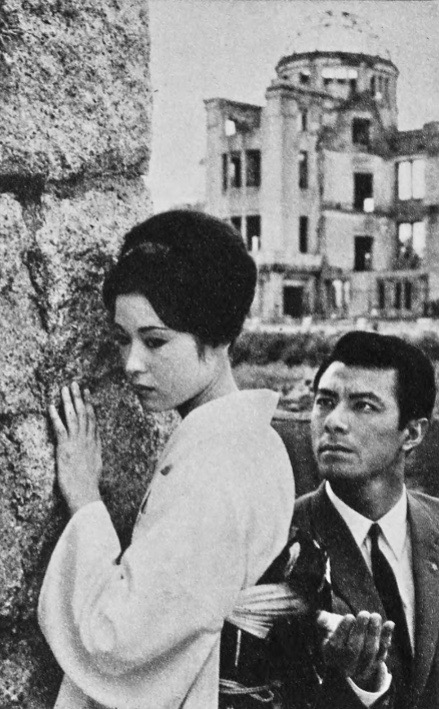
『その夜は忘れない』（1962年）
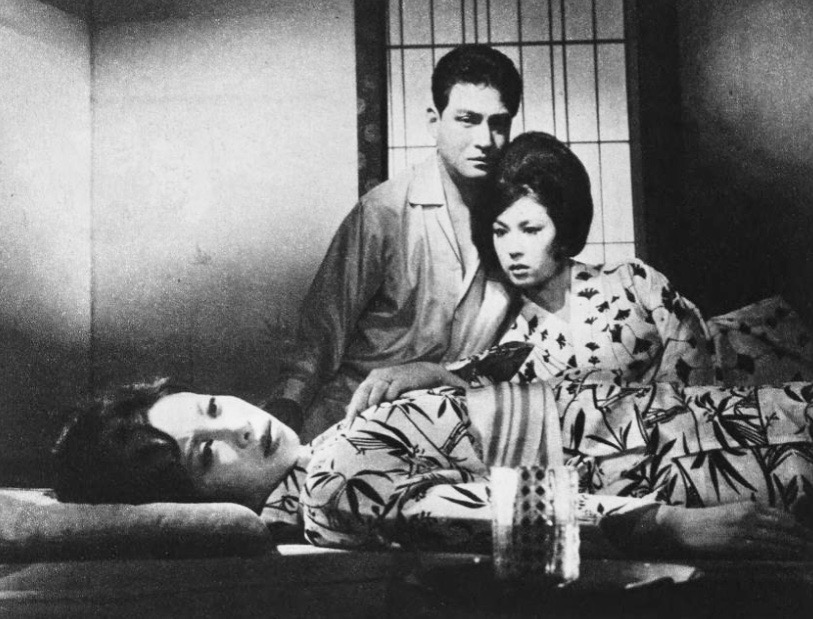
『卍』（1964年）

## エピソード
- 仙台を舞台にした井上ひさしの自伝的作品『青葉繁れる』のヒロイン（若山ひろ子）のモデルとされているが、若尾本人は否定している[5]。
- 女学校時代のニックネームは石仏、これは読書ばかりして、ほとんど声を出してしゃべらなかったことから同級生につけられたという。
- 疎開中、仙台で観た長谷川一夫の舞台に感激し、舞台終演後、楽屋へ訪問し「私も女優になりたい」と長谷川に直訴。それが縁で帰京後、大映ニューフェイスへ応募し合格した、という逸話が有名であるが、実際のところは仙台に疎開中、学校の帰りに友人と大通りを歩いていたら、仙台座という劇場の楽屋口に檻に入った小熊を見つけ、可愛いので駆け寄ると、劇場から三味線の音がして長谷川一夫と山田五十鈴が舞台から降りて楽屋口から裏に出てきた。長谷川一夫が親しげに声を掛けてくれたので、一種の子供なりのリップサービスだったのか「女優になりたいんです」と言ってしまった。すると「学校を卒業してからいらっしゃいね」と言われてその話はそこで終わった。仙台から東京に戻ったら、義兄が大映のニューフェイス募集を見て、彼女の写真を送ってしまったのだという[6][注 1]。
- 出世作である『十代の性典』は当時、教育関係者や新聞・雑誌からかなりの批判を受けたため、長年インタビューなどでもそのことはタブー扱いされていた。
- 1959年（昭和34年）3月2日から6日まで開催された「ベルリン日本映画芸術の日」と3月6日から11日まで開催された「ミュンヘン日本映画見本市」に出席のため、同3月1日、池広利夫（大映営業渉外部長）、山梨稔（新東宝専務）や芦川いづみ（日活）、大川恵子（東映）、大空眞弓（新東宝）、小山明子（松竹）、司葉子（東宝）ら他の映画会社各社代表女優たちと共に大映代表女優としてドイツへ出発。
  - 同3月1日、ベルリン着。ベルリンでの宿泊先はヒルトン・ベルリン。3月3日、記者会見。3月4日、CCCスタジオ（CCC studio[リンク切れ]）訪問。
  - 3月5日、ベルリンを出発しミュンヘンに到着。ミュンヘンでの宿泊先はケンピンスキー・ホテル・フィア・ヤーレスツァイテン（Hotel Vier Jahreszeiten）。3月7日、記者会見。3月9日、女優たちのサイン会が開かれた。3月10日、バヴァリア・スタジオ（Bavaria Film）見学。
  - 同3月31日、池広利夫と共に1ヶ月ぶりに日本に帰ってきた。当時はまだ海外渡航自由化の前で、大変貴重なヨーロッパ訪問となった。
  - 現地で上映された日本映画は『無法松の一生』（第19回ヴェネツィア国際映画祭金獅子賞受賞作品）、『楢山節考』（木下惠介監督版）、『白蛇伝』（アニメーション映画）など。
- 父親は山梨県南巨摩郡身延町出身。その縁で、最初の夫とは同町の久遠寺で挙式している。父親の若尾定雄は尾形金声の名で活動弁士をしていたが、戦後、大塚駅前で長靴屋をやっていた。
- 芸能リポーター・前田忠明との単独インタビューで、前田がインタビュー中必要以上に年齢（インタビュー当時、若尾は50歳）を強調した質問（「50歳を迎え…」「50にしてなお…」など）を幾度もしたことに怒り、インタビュー途中で退席したことがある[7]。
- 夫の黒川紀章が亡くなる2日前に、若尾が「私、あんまりいい奥さんじゃなかったわね。」と問うと、「そんなこと、そんなこと、そんなこと（ない）! 本当に（君が）好きだったんだから」と黒川に言われたのがふたりだけの最後の会話になったという。このエピソードは黒川が死去した翌日、自宅マンションに詰め掛けた報道関係者に対してインターフォン越しに語った。

## 出演

### 映画
1952年
- 長崎の歌は忘れじ（大映）
- 娘初恋ヤットン節（大映）
- 死の街を脱れて（大映）
- 猛獣使いの少女（大映）
- 母子鶴（大映）
- 花嫁花婿チャンバラ節（大映）
- 明日は日曜日（大映）
- 秘密（大映）
- 街の小天狗（大映）
- 総理大臣と女カメラマン 彼女の特ダネ（大映）

1953年
- 十代の性典（大映）
- 怒れ三平（大映）
- チャタレー夫人は日本にもいた（大映）
- 続十代の性典（大映）
- 祇園囃子（大映）
- 春雪の門（大映）
- 続続十代の性典（大映）
- 無法者（大映）
- 十代の誘惑（大映）

1954年
- 心の日月（大映）
- 或る女（大映）
- 酔いどれ二刀流（大映）
- 舞妓物語（大映）
- 慕情（大映）
- 浅草の夜（大映）
- 緑の仲間（大映）
- 月よりの使者（大映、初のカラー映画）
- 荒城の月（大映）
- 勝敗（大映）

1955年
- 螢の光（大映）
- 幸福を配達する娘（大映）
- 月に飛ぶ雁（東宝、初の他社出演）
- 薔薇いくたびか（大映）
- 娘の縁談（大映）
- 幻の馬（大映）
- 長崎の夜（大映）
- 珠はくだけず（大映）
- 七人のあにいもうと（大映）
- 弾痕街（大映）

1956年
- 薔薇の絋道館（大映）
- 花嫁のため息（大映）
- 新妻の寝ごと（大映）
- 虹いくたび（大映）
- 赤線地帯（大映）
- 新婚日記 恥しい夢（大映）
- 新婚日記 嬉しい朝（大映）
- 処刑の部屋（大映）
- 滝の白糸（大映）
- あさ潮ゆう潮（大映）
- スタジオは大騒ぎ（大映）
- 涙（松竹）
- 日本橋（大映）
- 四十八歳の抵抗（大映）
- 君を愛す（大映）

1957年
- 銀河の都（大映）
- スタジオはてんやわんや（大映）
- 続銀河の都（大映）
- 慕情の河（大映）
- 朱雀門（大映）
- 永すぎた春（大映）
- 妻こそわが命（大映）
- 誘惑からの脱出（大映）
- 夕凪（東宝）
- 青空娘（大映）

1958年
- 東京の瞳（大映）
- 新婚七つの楽しみ（大映）
- 母（大映）
- 螢火（松竹）
- 忠臣蔵（大映）
- 愛河（大映）
- 口笛を吹く渡り鳥（大映）
- 息子の結婚（大映）
- 嵐の講道館（大映）
- 一粒の麦（大映）
- 夜の素顔（大映）
- 娘の冒険（大映）

1959年
- あなたと私の合言葉 さようなら、今日は（大映）
- 薔薇の木にバラの花咲く（大映）
- 山田長政 王者の剣（大映）
- 最高殊勲夫人（大映）
- 氾濫（大映）
- 次郎長富士（大映）
- 花の大障碍（大映）
- 美貌に罪あり（大映）
- 実は熟したり（大映）
- 浮草（大映）
- 初春狸御殿（大映）

1960年
- 女経 第一話 耳を噛みたがる女（大映）
- 女は抵抗する（大映）
- からっ風野郎（大映）
- ぼんち（大映）
- 勝利と敗北（大映）
- 素敵な野郎（大映）
- 安珍と清姫（大映）
- 偽大学生（大映）
- 鎮花祭（大映）

1961年
- 花くらべ狸道中（大映）
- 銀座っ子物語（大映）
- 婚期（大映）
- お嬢さん（大映）
- 好色一代男（大映）
- 東京おにぎり娘（大映）
- 女の勲章（大映）
- 女は二度生まれる（大映）
- 銀座のぼんぼん（大映）
- 新・源氏物語（大映）
- 妻は告白する（大映）

1962年
- 家庭の事情（大映）
- 雁の寺（大映）
- 爛（大映）
- 閉店時間（大映）
- 仲良し音頭 日本一だよ（大映）
- やっちゃ場の女（大映）
- その夜は忘れない（大映、※DVD発売）
- 瘋癲老人日記（大映）
- 秦・始皇帝（大映）
- しとやかな獣（大映）

1963年
- 雪之丞変化（大映）
- 八月生れの女（大映）
- 女系家族（大映）
- 私を深く埋めて（大映）
- 女が愛して憎む時（大映）
- 越前竹人形（大映）
- 新・忍びの者（大映）

1964年
- 温泉女医（大映）
- 「女の小箱」より 夫が見た（大映）
- 傷だらけの山河（大映）
- 獣の戯れ（大映）
- 卍（大映）
- 悶え（大映）
- 幸せなら手をたたこう（大映）

1965年
- 花実のない森（大映）
- 波影（東宝）
- 女めくら物語（大映）
- 帯をとく夏子（大映）
- 清作の妻（大映）
- 不倫（大映）
- 妻の日の愛のかたみに（大映）

1966年
- 刺青（大映）
- 処女が見た（大映）
- 氷点（大映）
- 雁（大映）
- 赤い天使（大映）
- 処女受胎（大映）

1967年
- 雪の喪章（大映）
- 夜の罠（大映）
- 妻二人（大映）
- 砂糖菓子が壊れるとき（大映）
- 華岡青洲の妻（大映）

1968年
- 積木の箱（大映）
- 濡れた二人（大映）
- 不信のとき（大映）
- 鉄砲伝来記（大映）

1969年
- 千羽鶴（大映）
- 天狗党（大映）

1970年
- 座頭市と用心棒（大映）
- スパルタ教育 くたばれ親父（日活）

1971年
- 男はつらいよ 純情篇（松竹）
- 幻の殺意（東宝）

1975年
- ある映画監督の生涯 溝口健二の記録（近代映画協会）

1987年
- 竹取物語（東宝）

2005年
- 春の雪（東宝）

### テレビドラマ
- クラクラ日記（1968年、TBS）
- 東芝日曜劇場（TBS）
  - どっきり花嫁（1968年 - 1969年）
  - おんなの気持（1971年）
  - 女の秋（1976年）
  - 時雨の記（1980年）
  - 妻のしあわせ（1982年）
  - ときめきの午後（1985年）
  - 結婚記念日（1987年）
  - 再婚しますか…（1990年）
  - 華のいろ（1991年）
  - 愛のいたずら（1993年）
- きんきらきん（1969年、TBS）
- 罪な女（1969年、NET）
- 待ってますワ（1969年、TBS）
- 戦国艶物語（1969年、朝日放送）
- ふたりぼっち（1970年、フジテレビ）
- こけこっこー!（1970年、TBS）
- ちん・とん・しゃん（1971年、NET）
- 七つちがい（1971年、日本テレビ）
- 大河ドラマ（NHK総合）
  - 新・平家物語（1972年） - 常盤御前 役
  - 元禄太平記（1975年） - 染子 役
  - 武田信玄（1988年） - 大井夫人 役 - ※ナレーション兼任
  - 徳川慶喜（1998年） - 吉子→貞芳院 役
  - 武蔵 MUSASHI（2003年） - 淀殿 役
- おはよう（1972年、TBS）
- 赤ひげ（1972年、NHK総合）
- さよならを私に（1973年、TBS）
- 秋の蛍（1973年、TBS） - 主演・庄司るい 役
- 別れの午後（1973年、TBS）
- 冬の花 悠子（1974年、NET）[8]
- 平岩弓枝ドラマシリーズ（フジテレビ）
  - 女の気持（1974年）
  - 女の足音（1976年）
  - 女の河（1977年） - 土屋美也子 役
  - 夕顔の女（1979年）
  - 午後の恋人（1979年）
  - 花の影（1982年）
- TBSテレビ開局20周年記念番組 寿の日（1975年4月6日、TBS） - 石川加江 役
- あなただけ今晩は（1975年、フジテレビ）
- 櫂（1975年、NET）
- 冬の虹（1976年、NET）
- みずきの花匂うとき（1978年、テレビ朝日） - 野村睦子 役
- 旅立ちは愛か（1979年、毎日放送）
- 冬の恋人（1980年、フジテレビ）
- 午後の旅立ち（1981年、テレビ朝日） - 矢島京子 役
- 秋なのにバラ色（1981年、毎日放送） - 中津川一恵 役
- 戦国の女たち（1982年、フジテレビ）
- 24時間テレビ特別ドラマ「スリーマンにアタック!」（1982年、日本テレビ）
- 三日間（1982年10月10日、TBS） - 北山美子
- 月曜ワイド劇場「ダイヤルの中の女」（1982年、テレビ朝日）
- 戦国うらばなし（1983年、朝日放送）
- ちょっと夫婦で…（1983年、フジテレビ）
- 鹿鳴館物語（1984年、日本テレビ）
- 妻たちの乱気流（1984年、テレビ朝日）
- 木曜ゴールデンドラマ「花道は炎のごとく」（1985年、読売テレビ）
- 断崖の女（1985年、フジテレビ）
- 他人家族（1985年、読売テレビ）
- 影ある旅装（1986年、フジテレビ）
- 他人家族II（1986年、読売テレビ）
- 旅はおしゃれに（1987年、NHK総合）
- 御宿かわせみ 白萩屋敷の月 闇を切る剣忍ぶ恋に泣く女（1988年、テレビ朝日）
- 宮尾登美子の春燈（1989年、テレビ朝日）
- 三姉妹（1990年、TBS）
- TBS創立40周年記念番組 源氏物語 上の巻・下の巻（1991年12月27日と1992年1月3日、TBS） - 大宮 役
- 松本清張作家活動40周年記念・迷走地図（1992年、TBS） - 寺西文子 役
- 火曜サスペンス劇場「正当防衛」（1995年10月3日、日本テレビ） - 白瀬五十鈴 役
- 金曜エンタテイメント「信濃のコロンボ2 戸隠伝説殺人事件」（1999年、フジテレビ） - 天道タキ 役
- 金曜時代劇「お美也」（2002年、NHK総合） - ※ナレーション担当、本編にも出演。
- 山本周五郎生誕100年記念番組 初蕾（2003年、TBS） - はま女 役
- 橋田壽賀子ドラマスペシャル「結婚」（2009年、テレビ朝日） - 奥仲志乃 役
- おひさま（2011年4月4日 - 10月1日、NHK総合 連続テレビ小説） - 須藤陽子(現代) 役  ※ナレーション兼任
- 金曜プレステージ「赤い霊柩車シリーズ29 慟哭の再会」（2012年4月13日、フジテレビ） - 水尾マユ 役
- 居酒屋もへじシリーズ（TBS） - 木原しの 役
  - 居酒屋もへじ2 -あなたとわたし-（2013年8月5日）
  - 居酒屋もへじ4 -恋という字-（2015年6月8日）
- 水曜ミステリー9「捜査検事・近松茂道14 秘湯・乳頭温泉に消えた女」（2013年11月27日、テレビ東京） - 長谷川文乃 役

### 舞台
- 雪国（1970年1 - 2月、5 - 6月） - 共演：内藤洋子
- 妻たちの鹿鳴館
- 花の情
- 雁（1993年10月3日 - 27日：明治座） - 共演：東山紀之[9]
- ウェストサイド・ワルツ（2004年、2005年） - 共演：浅野温子
- セレブの資格（2007年） - 共演：愛華みれ
- 華々しき一族（2008年、2010年） - 共演：西郷輝彦
- 女の人さし指（2011年） - 共演：長山藍子
- 明日の幸福（2012年8月8日 - 19日：三越劇場） - 共演：西郷輝彦

### ニュース映画
- 毎日世界ニュース 395 「週間話題 映画使節団西独へ」（1959年） - 西ドイツのミュンヘンで開かれる日本映画見本市に、若尾文子ら日本映画6社の振袖使節団が羽田空港から飛び立った[10]。
- 大毎ニュース 758 「週間話題 ブルーリボン授賞式」（1966年） - 主演女優賞に若尾文子、助演女優賞に最年少16歳の二木てるみ[11]。

### バラエティ
- 第38回NHK紅白歌合戦（NHK総合・ラジオ第1、1987年12月31日）
- 初春 華の女優競演 若尾文子インタビュー花のひと（NHK BS2）
- 女優は語る 若尾文子（衛星劇場）
- 堺でございます（BSフジ、2013年8月3日）
- 熱中世代 大人のランキング（BS朝日、2014年6月30日）
- あさイチ プレミアムトーク（NHK総合、2014年9月19日）
- サワコの朝（毎日放送・TBS、2015年5月16日）

### ラジオ
- ウッカリ夫人とチャッカリ夫人（1961年 - 1964年、TBSラジオ）
- ラジオ深夜便「女優が語る私の戦後」（2009年11月、NHKラジオ第1・FM）

### CM
- AGF『ユーバン』（1974年 - ） - インスタントコーヒーのCM。
- 吉浜人形（1974年 - ）
- 伊藤ハム（1979年 - ）
- 京都呉服（1985年頃 - ）
- 花王『GRACE SOFINA（グレイス ソフィーナ）』 - CMソングはEPOの「三番目（みっつめ）の幸せ」。
- 日清食品『ごんぶと』 - 映画「浮草」からのライブ映像で、ハリウッド俳優・スティーブン・セガールと“共演”している。
- 日産自動車（1995年） - イチローと競演。
- 野村證券（2000年 - 2001年）[12]
- たかの友梨ビューティークリニック（2008年 - 2011年）[12]
- ソフトバンクモバイル 「白戸家」（2010年 - ）[12]
- サントリー『BOSS・超』（2013年）[12]

## 受賞歴
- 第3回日本ジュエリーベストドレッサー賞50代部門（1992年）

## 関連書籍
- 『若尾文子“宿命の女”なればこそ』聞き手・著述：立花珠樹、ワイズ出版、2015年
- 『女優 若尾文子』キネマ旬報社、2012年
- 『若尾文子 写真集』同製作委員会編、ワイズ出版、2020年

以下は一部収録
- 「水野晴郎と銀幕の花々」（近代文芸社。水野による若尾を含む女優達のインタビュー集）
- 川本三郎「君美わしく 戦後日本映画女優讃」（文藝春秋。川本による若尾を含む女優達のインタビュー集、文春文庫で再刊）
- 「映画監督 増村保造の世界」（ワイズ出版、藤井浩明監修、同・映画文庫で再刊）
- 「20世紀を輝いた美女たち スター青春グラフィティ　池谷朗〈昔〉写真館」ケイエスエス ISBN 4-87709-374-5
- 「「銀幕の名花」20世紀のビッグスタア3 平凡特別編集」（マガジンハウス） ISBN 4-8387-1210-3
- 「別冊太陽 監督　市川崑」（平凡社）
- 「若尾文子 映画祭」（角川シネマ有楽町）
- Film Festival AYAKO WAKAO (KADOKAWA、各地で上映)